# London Dungeon

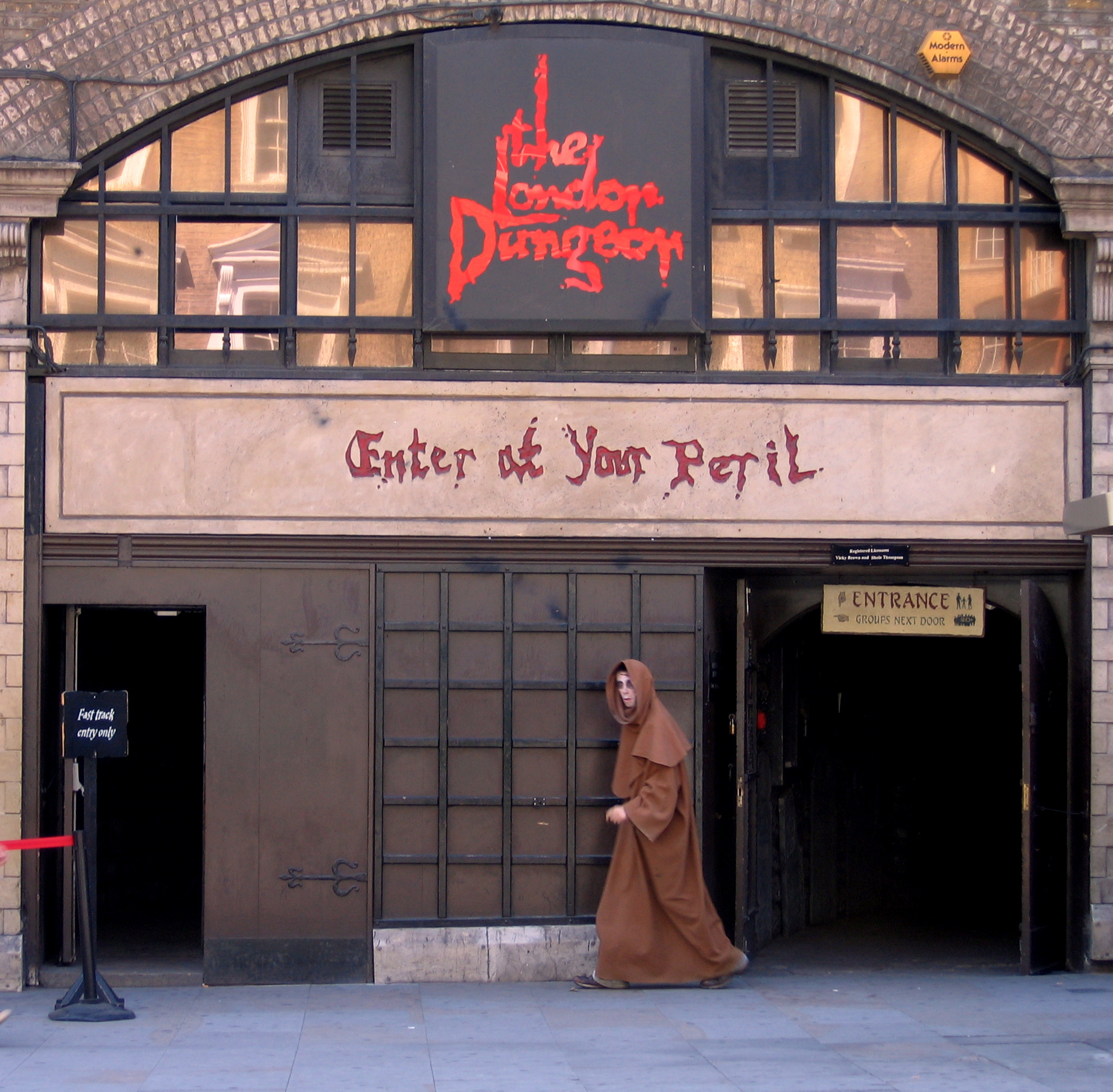
Vstup do London Dungeon

London Dungeon je turistická atrakce v Londýně na Tooley Street. Na začátku roku 2013 se atrakce přestěhovala na Caunty Hall, poblíž Londýnského oka. Připomíná různé historické události způsobem blízkým mladé generaci.[zdroj?]
Některé z více než 40 instalací zachycují Velký požár Londýna, Jacka Rozparovače, Sweeney Todda a Mrs Lovett, Soudný den, mučírnu, Jindřicha VIII., Tower a Francouzskou revoluci. V roce 2003 byla otevřeny speciální výstava s tématem Velký mor roku 1665 v Londýně. V roce 2004 London Dungeon otevřel novou atrakci Traitor – cestu lodí do pekla a Labyrinth Maze of Mirrors – největší bludiště vytvořené ze zrcadel na světě.

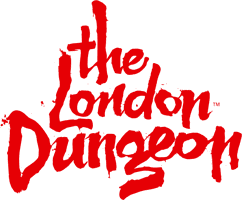

## Podobné atrakce
Hamburský, yorský a edinburský Dungeon jsou sesterské projekty London Dungeon. V roce 2005 byla v Amsterdamu otevřena další pobočka Amsterdam Dungeon. Další Dungeony jsou také ve městech Blackpool, Berlín a také ve Warwick Castle. V roce 2014 nově otevřeno i San Francisco Dungeon.

## Doprava
- London Bridge - stanice metra na Jubilee Line.